# 第105回日劇學院賞
←第104回 - 第105回 - 第106回→
第105回日劇學院賞，針對2020年4月到9月在日本播出之春季、夏季檔連續劇所做出的投票與評比。本季獲最優秀作品賞為TBS電視台的《MIU404》，此劇共獲四項獎為本季最多。

## 得獎名單

### 最優秀作品賞
1. MIU404[1]
2. 半澤直樹
3. 未滿警察（日语：未満警察_ミッドナイトランナー）
4. 我的家政夫渚先生
5. 別對映像研出手！

- 讀者票：1. 未滿警察；2. 別對映像研出手！；3. MIU404；4. 年下男友（日语：年下彼氏）；5. 我們的愛情不正常
- 記者票：1. MIU404；2. 半澤直樹；3. 我的家政夫渚先生；4. 超讚!光源氏君（日语：いいね!光源氏くん#テレビドラマ）；5. M 為了心愛的人
- 評審票：1. 半澤直樹；2. MIU404；2. 我的家政夫渚先生；4.默默奉獻的灰姑娘；5. 超讚!光源氏君

### 主演男優賞
1. 堺雅人（半澤直樹）[2]
2. 綾野剛（MIU404）
3. 星野源（MIU404）
4. 中島健人（未滿警察）
5. 平野紫耀（未滿警察）

- 讀者票：1. 中島健人（未滿警察）；2. 平野紫耀（未滿警察）；3. 綾野剛（MIU404）；4. 星野源（MIU404）；5. 橫濱流星（我們的愛情不正常）
- 記者票：1. 堺雅人（半澤直樹）；2. 綾野剛（MIU404）；3. 星野源（MIU404）；4. 橫濱流星（我們的愛情不正常）；4. 室剛（寵女青春白皮書）
- 評審票：1. 堺雅人（半澤直樹）；2. 綾野剛（MIU404）；3. 星野源（MIU404）；4. 木村拓哉（BG～身邊警護人～）； 5. 室剛（寵女青春白皮書）

### 主演女優賞
1. 多部未華子（我的家政夫渚先生）[3]
2. 石原聰美（默默奉獻的灰姑娘）
3. 濱邊美波（我們的愛情不正常）
4. 篠原涼子（派遣女王）
5. 小芝風花（妖怪ShareHouse（日语：妖怪シェアハウス））

- 讀者票：1. 多部未華子（我的家政夫渚先生）；2. 濱邊美波（我們的愛情不正常）；3. 篠原涼子（派遣女王）；4. 石原聰美（默默奉獻的灰姑娘）；5. 貫地谷栞（親愛的患者（日语：ディア・ペイシェント～絆のカルテ～））
- 記者票：1. 多部未華子（我的家政夫渚先生）；2. 篠原涼子（派遣女王）；3. 石原聰美（默默奉獻的灰姑娘）；4. 安齊歌戀（M 為了心愛的人）；5. 濱邊美波（我們的愛情不正常）
- 評審票：1. 多部未華子（我的家政夫渚先生）；2. 石原聰美（默默奉獻的灰姑娘）；3. 小芝風花（妖怪ShareHouse）；4. 鈴木京香（人氣女神：拉麵食遊記（日语：らーめん才遊記））；5. 濱邊美波（我們的愛情不正常）

### 助演男優賞
1. 香川照之（半澤直樹）[4]
2. 大森南朋（我的家政夫渚先生）
3. 菅田將暉（MIU404）
4. 原田泰造（未滿警察）
5. 岡田健史（MIU404）

- 讀者票：1. 田中圭（默默奉獻的灰姑娘）；1. 原田泰造（未滿警察）；3. 岡田健史（MIU404）；4. 橋本潤（MIU404）；5. 中村海人（派遣女王）
- 記者票：1. 菅田將暉（MIU404）；2. 香川照之（半澤直樹）；3. 大森南朋（我的家政夫渚先生）；4. 橋本潤（MIU404）；5. 及川光博（半澤直樹）
- 評審票：1. 大森南朋（我的家政夫渚先生）； 2. 香川照之（半澤直樹）； 3. 菅田將暉（MIU404）；4. 市川猿之助（日语：市川猿之助 (4代目)）（半澤直樹）；4. 柄本明（半澤直樹）；4. 橋本潤（MIU404）

### 助演女優賞
1. 麻生久美子（MIU404）[5]
2. 田中美奈實（M 為了心愛的人）
3. 伊藤沙莉（超讚!光源氏君）
4. 吉瀨美智子（未滿警察）
5. 上戶彩（半澤直樹）

- 讀者票：1. 吉瀨美智子（未滿警察）；2. 麻生久美子（MIU404）；3. 中村友理（未滿警察）；4. 永野芽郁（寵女青春白皮書）；5. 伊藤沙莉（超讚!光源氏君）
- 記者票：1. 田中美奈實（M 為了心愛的人）；2. 麻生久美子（MIU404）；3. 伊藤沙莉（超讚!光源氏君）；4. 上戶彩（半澤直樹）；5. 小芝風花（美食偵探 明智五郎）
- 評審票：1. 田中美奈實（M 為了心愛的人）；2. 伊藤沙莉（超讚!光源氏君）；3. 黑島結菜（人氣女神：拉麵食遊記）；4. 觀月亞里沙（我們的愛情不正常）；5. 上戶彩（半澤直樹）

### 連續劇歌曲賞
1. 《感電》米津玄師（MIU404）[6]
2. 《Run》Sexy Zone（未滿警察）
3. 《赤裸裸的心》愛繆（我的家政夫渚先生）

- 讀者票：1. 《Run》Sexy Zone（未滿警察）；2. 《感電》米津玄師（MIU404）；3. 《Mazy Night》King & Prince（未滿警察）；4. 《証拠》Johnny's WEST（搖滾樂團正確的做法（日语：正しいロックバンドの作り方））；5. 《赤裸裸的心》愛繆（我的家政夫渚先生）
- 記者票：1. 《感電》米津玄師（MIU404）；2. 《赤裸裸的心》愛繆（我的家政夫渚先生）；3. 《M》濱崎步（M 為了心愛的人）；4. 《赤的同盟》東京事變（我們的愛情不正常）；5. 《公私混同》柚子（寵女青春白皮書）
- 評審票：1. 《感電》米津玄師（MIU404）；2. 《赤裸裸的心》愛繆（我的家政夫渚先生）；3. 《M》濱崎步（M 為了心愛的人）；4. 《Time》宇多田光（美食偵探 明智五郎）；4. 《明日も明後日も》SpecialThanks（扔掉吧，安達小姐（日语：捨ててよ、安達さん。））

### 劇本賞
1. 野木亞紀子（MIU404）[7]
2. 丑尾健太郎（半澤直樹）
3. 德尾浩司、山下昴（我的家政夫渚先生）

### 導演賞
1. 福澤克雄、田中健太、松木彩（半澤直樹）[8]
2. 塚原亞由子、竹村謙太郎、加藤尚樹（MIU404）
3. 坪井敏雄、山本剛義（我的家政夫渚先生）

### 特別賞
在新冠肺炎影響之下全體電視劇的工作人員

## 外部連結
- 第105回日劇學院賞 （页面存档备份，存于）